# Gianluigi Gelmetti
Gianluigi Gelmetti, né à Rome le 11 septembre 1945 et mort à Monaco le 11 août 2021, est un chef d'orchestre italien naturalisé monégasque en 2016, présent durant de nombreuses décennies sur la scène internationale. 

## Biographie
À seize ans, Sergiu Celibidache l'autorise à diriger un orchestre, puis le prend comme élève. Après avoir terminé ses études avec Franco Ferrara et Hans Swarowsky, il remporte le prix « Firenze » en 1967. Depuis ses débuts professionnels avec l'Orchestre philharmonique de Berlin, il se produit régulièrement sur le podium de maisons d’opéra, de salles de concert et de festivals.
Il est chef principal de l’Orchestre symphonique de la radio de Stuttgart (Radio-Sinfonie-Orchester Stuttgart)et du Festival de Schwetzingenpendant neuf ans, puis directeur musical du Théâtre de l'Opéra de Rome également pour neuf ans. À la même époque, il fut aussi Principal Conductor et directeur artistique de l’Orchestre symphonique de Sydney. Plus récemment, il est nommé chef principal de l'Orchestre philharmonique de Monte-Carlo, un poste qu’il a occupé jusqu’en 2016, devenant alors « chef Honoraire » et recevant la nationalité monégasque.  
Gianluigi  Gelmetti affectionne le répertoire lyrique italien et français des XIXe et XXe siècles. En Italie, il dirige de nombreuses productions lors du Rossini Opera Festival, à Pesaro : Tancredi, La Gazza Ladra, Otello, Maometto II, recevant le prix « Rossini d’Oro » avec Guillaume Tell, dans sa version française intégrale, jamais exécutée auparavant. Avec l’Opéra de Rome, il dirige, entre autres, des premières représentations historiques ou des redécouvertes d’œuvres rarement jouées : « Marie-Victoire » et La fiamma d’Ottorino Respighi, Sakùntala de Franco Alfano, Iris de Pietro Mascagni. 
Il a dirigé, de Mozart, Don Giovanni, Le Nozze di Figaro, Così Fan Tutte et Die Zauberflöte (La Flûte Enchantée). Parmi d’autres œuvres lyriques : Falstaff à l’Opéra de Monte-Carlo ; Guillaume Tell à Pesaro, Zurich, Monte-Carlo et Paris ; La Forza del Destino à Parme ; Les Vêpres siciliennes à Naples ; Turandot à Tokyo ; Il Barbiere di Siviglia et I due Foscari à Toulouse ; Un ballo in maschera et La Traviata à Trieste ; La Fanciulla del West à Liège. Plus récemment, La Cenerentola mise en scène par Carlo Verdone pour Rada Film.  
En ce qui concerne le répertoire symphonique, il dirige des orchestres en Allemagne (Berlin, Bonn, Hambourg, Stuttgart, Munich, Cologne, Dresde, Leipzig) ; en France (Paris, Toulouse, Bordeaux, Lyon), en Espagne (Madrid, Bilbao), en Grande-Bretagne, en Italie, tout comme l’Orchestre philharmonique Tchèque, l’Orchestre philharmonique de Vienne, l'Orchestre symphonique de Londres, l’Orchestre philharmonique de Saint-Pétersbourg, le « Qatar Philharmonic », à Copenhague, à Oslo... Il apparaît également sur les podiums de Chine, d’Oman… Il se produit de nombreuses fois au Japon, dans des répertoires autant lyriques que symphoniques, dirigeant l'Orchestre symphonique de la NHK, Orchestre symphonique Yomiuri du Japon et l'Orchestre philharmonique du Japon.  
Son catalogue discographique, enregistré principalement chez EMI, mais aussi chez SONY, RICORDI, FONIT, DECCA, TELDEC, NAXOS et AGORÀ, reflète un répertoire ample et complexe : plusieurs opéras de Rossini, Puccini et Mozart ; des pièces orchestrales de Ravel ; des symphonies de Mozart ; également des œuvres choisies de Stravinsky, Berg, Webern, Varèse et Nino Rota. Parmi ses enregistrements les plus récents, deux opéras rares de Rossini, Zelmira et « Eduardo e Cristina », tout comme la 6è Symphonie d'Anton Bruckner et le Stabat Mater (Rossini). 
Également compositeur et metteur en scène, Gelmetti a mis en scène les opéras : Il Barbiere di Siviglia, la Cenerentola, l’Isola Disabitata (Haydn), Così fan Tutte, Tosca, Gianni Schicchi / Suor Angelica, Cavalleria Rusticana, la Traviata, Il Corsaro, Tristan und Isolde, La Rondine, tout en les dirigeant en même temps.  
Il a été nommé « Chevalier de l’Ordre des Arts et des Lettres » en France, « Commandeur de l’Ordre du Mérite culturel » à Monaco et « Cavaliere di Gran Croce » de la République italienne.
Gianluigi Gelmetti est mort au Centre hospitalier Princesse-Grace de Monaco le 11 août 2021 à l'âge de 75 ans,.

## Discographie
Berg-Stravinsky-Ravel: Violin Concertos - Frank Peter Zimmermann Radio-Sinfonieorchester Stuttgart (EMI) (CD)

Donizetti: “Les martyrs” Gencer/Bruson/Garaventa/Furlanetto Orchestra del Teatro La Fenice di Venezia (CD)

Mascagni: "Iris" Dessì/Cura/Servile/Ghiaurov Orchestra del Teatro dell'Opera di Roma (Ricordi) (CD) 

Mozart: Symphony nr. 40 / Sinfonia Concertante KV 364 Frank-Peter Zimmermann Radio-Sinfonie-Orchester Stuttgart (EMI) (CD) 

Mozart: “Die Entführung aus dem Serail” Swenson/Blochwitz/Rydl Radio-Sinfonieorchester Stuttgart (EuroArts) (DVD) 

Puccini: “La Bohème” Dessì/Sabbatini/Scarabelli/Gavanelli/Colombara Orch Teatro Comunale Bologna (EMI) (CD) 

Puccini: "La Rondine" Gasdia/Cupido/Cosotti/Scarabelli Orchestra RAI Milano (FONIT-Cetra) (CD)

Rossini: Overtures Radio-Sinfonie-Orchester Stuttgart (EMI) (CD) 

Rossini : "Il signor Bruschino" Corbelli/Felle/Kuebler/Rinaldi Radio-Sinfonieorchester Stuttgart (EuroArts) (DVD) 

Rossini: “L’occasione fa il ladro” Patterson/Gambill/De Carolis/Bacelli Radio-Sinfonieorchester Stuttgart (EuroArts) (DVD) 

Rossini: “La cambiale di matrimonio” Del Carlo/Hall/Kuebler/Rinaldi Radio-Sinfonieorchester Stuttgart (EuroArts) (DVD) 

Rossini: “La scala di seta” Serra/Kuebler/Corbelli/Rinaldi Radio-Sinfonieorchester Stuttgart (EuroArts) (DVD) 

Rossini: “Tancredi” Manca di Nissa/Bayo/Giménez/D’Arcangelo Radio-Sinfonieorchester Stuttgart (Arthaus) (DVD) 

Rossini: “Tancredi” Barcellona/Takova/Filianoti/Polverelli Orchestra regionale della Toscana ORT (Ricordi) (CD)

Rossini: “La gazza ladra” Ricciarelli/Matteuzzi/Ramey/Manca di Nissa RAI Orchestra (SONY) (CD)

Rossini: “Maometto II” Gasdia/Pertusi/Scalchi/Vargas/Piccoli Radio-Sinfonieorchester Stuttgart (Ricordi) (CD)

Rossini: “Il barbiere di Siviglia” Bayo/Flórez/Spagnoli/Praticò/Raimondi Orquesta del Teatro Real, Madrid (DECCA) (DVD)

Rossini: “Il barbiere di Siviglia” Hampson/Mentzer/Hadley/Praticò/Ramey Orchestra regionale della Toscana ORT (EMI) (CD)

Rossini: “Eduardo e Cristina” Polverelli/Dalla Benetta/Tarver Virtuosi Brunensis (NAXOS) (CD)

Rossini: “Zelmira” Dalla Benetta/Comparato/Stewart/Süngü/Dall’Amico (NAXOS) (CD)

Rossini: Stabat Mater Flórez/Barcellona/Remigio/D’Arcangelo Orchestra regionale della Toscana ORT (Agorà) (CD)

Rota: Film music Orchestre Philharmonique de Monte-Carlo (EMI) (CD)

Salieri: “Les Danaïdes” Marshall/Giménez/Kavrakos/Cossutta Radio-Sinfonie-Orchester Stuttgart (EMI) (CD)

Verdi: “Un ballo in maschera” Meli/Stoyanov/Lewis Orch. Teatro Regio Parma (Unitel) (DVD)

Verdi: “La forza del destino” Theodossiou/Stoyanov/Pentcheva/Machado/Scandiuzzi Orchestra del Teatro Regio di Parma (CMajor) (DVD)

Verdi: Messa di Requiem – Rossini: Stabat Mater Scalchi/Mazzaria/Dessì/Merritt/Ballo/Scandiuzzi Radio-Sinfonieorchester Stuttgart (Serenizzima) (CD)